# 15971 Hestroffer
15971 Hestroffer (1998 FA11) là một tiểu hành tinh vành đai chính được phát hiện ngày 25 tháng 3 năm 1998 bởi Khảo sát tiểu hành tinh OCA-DLR ở Caussols.